# Emmaboda tidning
Emmaboda Tidning är en gratistidning som distribueras till Emmaboda och dess närområde. Tidningen kommer med 11 nummer per år, och upplagan är 10 200 (oktober 2016) Lasse Larsson är ansvarig utgivare och chefredaktör.
Emmaboda Tidning grundades 1967 av Curt Franzén  I juli 2015 köptes Emmaboda Tidning av Gota Media.
Tidningen gick i konkurs i april 2025 eftersom konkursdrabbade Kalmarposten tillhörde samma bolag. Några veckor senare köptes Emmaboda Tidning upp av Lasse Larsson, som tidigare arbetat på Kalmarposten, med målet att driva Emmaboda Tidning vidare.